# El nen
El nen (títol original: Le Petit Garçon) és una pel·lícula francesa dirigida per Pierre Granier-Deferre, a partir d'un llibre de Philippe Labro, i estrenada en sales l'any 1995. Ha estat doblada al català.

## Argument
Durant l'Ocupació alemanya, a Montagut, un petit poble del sud de França, un nen veu transitar pel castell familiar refugiats que el seu pare ajuda a escapar de la deportació. Les coses s'espatllen quan la zona Lliure és ocupada, i la casa ha de albergar militars alemanys.

## Repartiment
- Jacques Weber: El pare
- Brigitte Roüan: Christina
- Stanislas Crevillén: François
- Ludmila Mikaël: Mme Roussel
- Serge Reggiani: 	Germain
- Thierry Frémont: Gustave
- Beata Nilska: Dora
- Olivia Bonamy: Juliette
- Dominique Zardi: l'ajuda de Boretti
- Patricia Elig: Elsa

## Al voltant de la pel·lícula
- El film ha estat rodat principalment al Lauragais, en els municipis de Montégut-Lauragais (Haute-Garonne) i Puylaurens (Tarn).